# Basílica de los santos Cosme y Damián
La basílica de los Santos Cosme y Damián es una iglesia católica situada en la ciudad de Roma, Italia, dentro del rione de Campitelli en el foro de Vespasiano, también conocido como el Foro de la Paz, absorbiendo una parte del templo de Rómulo, de época romana. Fue dedicado a los santos Cosme y Damián. Es un edificio circular con entrada a la via dei Fori Imperiali. Actualmente es una de las iglesias romanas llamadas tituli, sede de un cardenal diácono.

## Historia

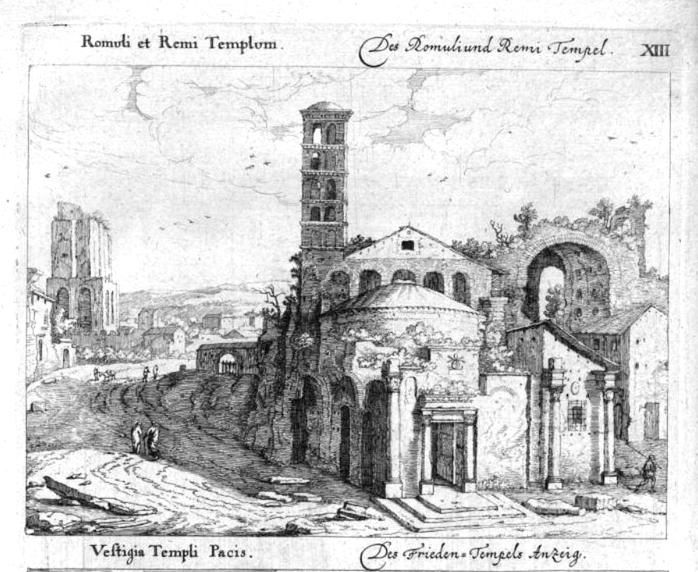
Grabado de la Iglesia
Giovanni Battista Falda (1665)

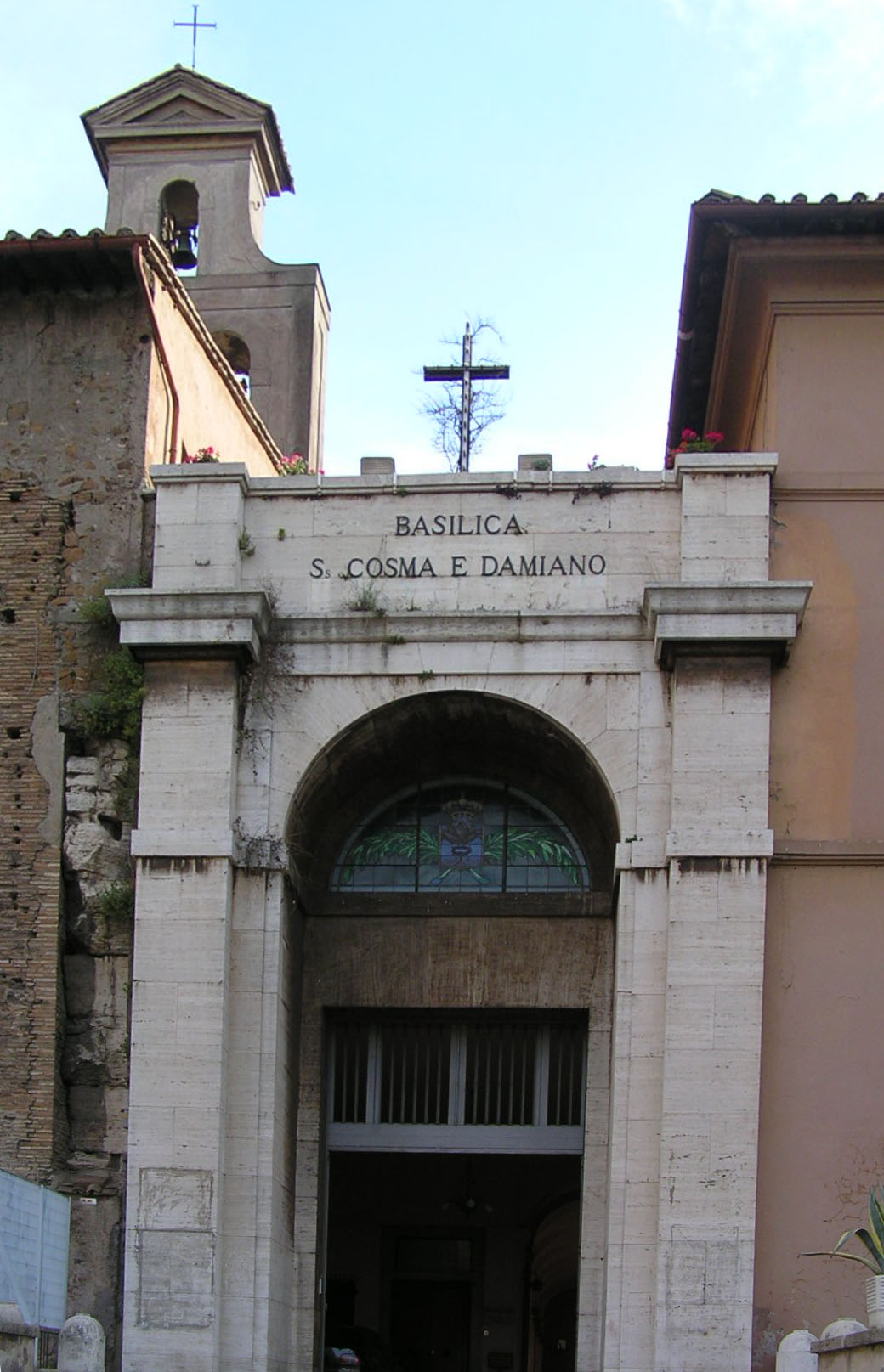
La moderna entrada por la calle.

El edificio fue construido a principios del siglo IV como un templo romano, que se cree dedicado a Valerio Rómulo, el hijo y co-cónsul del emperador Majencio, muerto en 309 y deificado. El edificio del templo formó probablemente parte de un programa de reedificación de "increíble intensidad" emprendido por Majencio en la zona, después de un incendio desastroso en el año 306; el proyecto sólo estuvo terminado en parte a su muerte. La identificación del templo con Valerio Rómulo es simplemente una hipótesis, basada en el hallazgo en el lugar de una moneda que data del 307 y muestra la forma distintiva del edificio, y una dedicatoria cercana a Valerio Rómulo como un mortal divinizado.
Se ha especulado que, a su vez, este templo de Rómulo se había erigido probablemente sobre los cimientos del templo de Júpiter Estator (siglo VIII a. C.), o uno dedicado a los Penates, restaurado por Majencio.
El templo fue cristianizado y dedicado a los santos Cosme y Damián en 527, cuando el rey ostrogodo Teodorico el Grande y su hija Amalasunta donaron la biblioteca del Foro de la Paz (Bibliotheca Pacis) y una porción del templo de Rómulo al papa Félix IV. El papa unió los dos edificios para crear una basílica dedicada a Cosme y Damián, mártires griegos, hermanos, médicos y santos, para contrastar con el culto pagano antiguo de los dos hermanos Cástor y Pólux, quienes habían sido reverenciados en el cercano templo de Cástor y Pólux, también con propiedades medicinales.
El ábside fue decorado con un mosaico romano-bizantino, representando la parusía, la Segunda venida de Cristo al final de los tiempos. Contiene restos importantes pero muy restaurados de arte paleocristiano, especialmente sus mosaicos.
En el siglo IX los cuerpos de santos Marcos y Marceliano fueron llevados allí y no se redescubrieron hasta el año 1583, durante el reinado del papa Gregorio XIII.
En 1512, la basílica se asignó a Tercera Orden Regular de San Francisco que aún la lleva hoy en día.
En 1632, el papa Urbano VIII ordenó la reestructuración del edificio sobre planos trazados por Orazio Torriani y bajo la dirección de Luigi Arrigucci: el suelo de la basílica se elevó 7 metros, nivelándolo con el Campo Vaccino y evitando de esta manera las filtraciones de agua. Además, se le añadió un claustro. El antiguo suelo de la basílica aún es visible en la iglesia inferior, que es de hecho la parte inferior de la primera iglesia.
En 1947, la restauración de los foros imperiales dio una nueva estructura a la iglesia. La antigua entrada, a través del templo de Rómulo, se cerró, y el templo restaurado a su forma original; con el Panteón, el templo de Rómulo es el templo pagano mejor conservado de Roma. Se abrió una nueva entrada en el lado opuesto, la via dei Fori Imperiali, cuyo arco da acceso al claustro, y a través de este, al lado de la basílica.
La iglesia tiene tras el siglo VIII el título cardenalicio de Santi Cosma e Damiano. Hoy es una de las antiguas iglesias llamadas tituli, de las cuales los cardenales son patronos como cardenales-diáconos: el actual cardenal diácono del Titulus Ss. Cosmae et Damiani es Beniamino Stella, nombrado cardenal el 22 de febrero de 2014.

## Estructura e interior

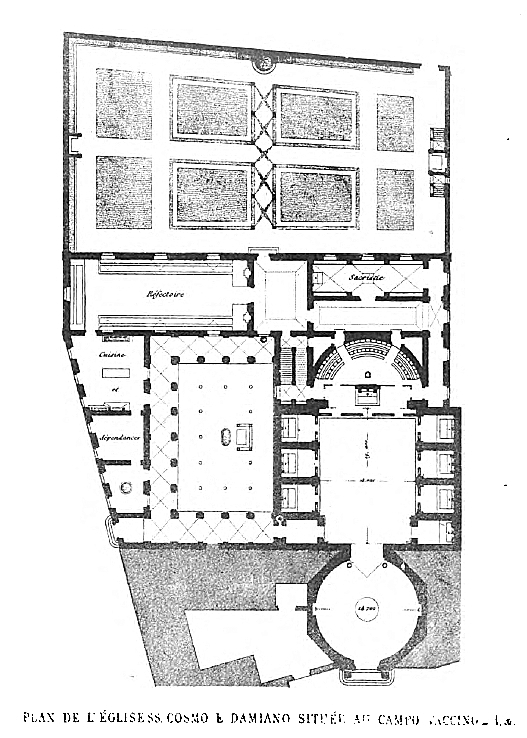
Plano de la basílica y el monasterio.

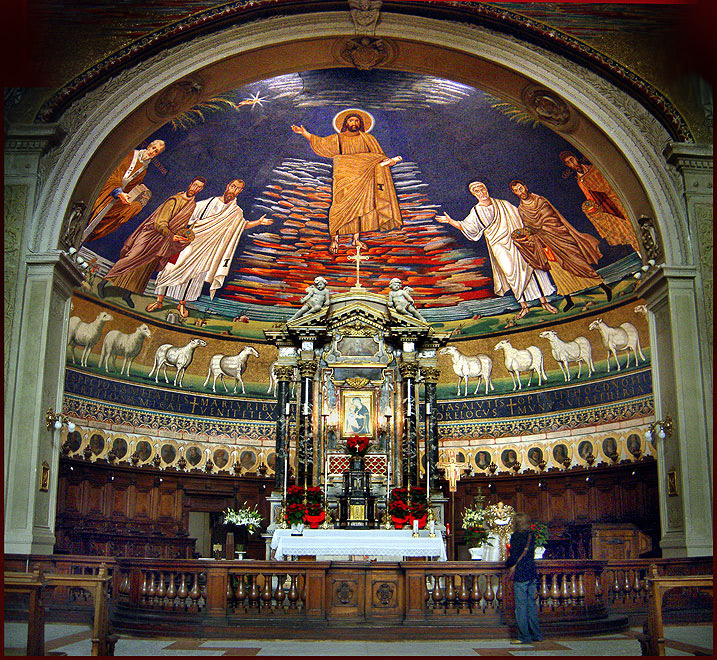
Los mosaicos del ábside de la basílica, con la parusía de Cristo, entre santos.

Cerca de la nueva entrada al complejo, hay habitaciones con el pavimento de mármol original del Foro de la Paz, y el muro donde colgaban los 150 trozos de mármol de la Forma Urbis Romae. A través del claustro, la entrada a la iglesia se abre a un lado de la única nave. La planta de la basílica siguió las normas de la Contrarreforma: una sola nave, con tres capillas a cada lado, y el gran ábside, que hoy parece algo sobredimensionada debido a la reducción en altura de la restauración del siglo XVII, enmarcado por el arco triunfal, también mutilado por esa restauración.
La basílica alberga importantes mosaicos de estilo bizantino que datan de los siglos VI y VII. Los mosaicos son obras maestras de aquella época. En el medio está Cristo, con san Pedro presentando a los santos Cosme y Teodoro (a la derecha), y san Pablo presentando a Damián y el papa Félix IV; este último lleva en la mano una maqueta de la iglesia (a la izquierda).

## Historia de la medicina
La importancia de esta basílica para la historia de la medicina no sólo se relaciona con el hecho de que los dos hermanos fueron médicos y pronto honrados como santos patronos de los médicos, cirujanos, farmacéuticos y veterinarios, pero también con la tradición según la cual el mismo Galeno impartió clases en la Biblioteca del Templo de la Paz ("Bibliotheca Pacis").[cita requerida] Más aún, durante siglos, en esta "zona médica", se reunían los médicos romanos.